# Jacob Eurenius (präst)
Jacob Abrahamsson Eurenius, född 1625 i Edsele socken, Ångermanland, död 1714 Nora socken, Ångermanland, var en svensk präst.

## Biografi
Jacob Eurenius var son till Abraham Pedersson och Märeta Jakobsdotter. Född av fattiga föräldrar, var han tidigt tvungen att ta drängtjänst hos en bonde. Han skall hans studielust ha tagit fart, varför han vandrade de 70 milen till gymnasiet i Strängnäs där han studerade i nio år, varefter han vandrade till fots kring Bottniska viken för att komma till universitetet i Åbo. Efter att ha promoverats till filosofie magister här, utnämndes Eurenius 1658 till lektor i historia vid Härnösands gymnasium, och blev slutligen kyrkoherde i Nora i Ångermanland.
Under sin tid som lektor i Härnösand, ådrog han sig en ovanlig uppmärksamhet genom ett 1676 avgivet vittnesmål, där han berättade sig blivit bortförd till Blåkulla. Eurenius berättar att han 1674 natten emot den 16 oktober kom jag i en stor tentation på min nattsäng, med hvilken jag länge plågades. Omsider efter detta långsamma kval kunde jag intet annat märka, än att jag for genom luften något långt ifrån jorden, nordanefter, alldeles vidöppen, fötterna förut och med utsträckta armar, hvilka tycktes mig vara med en stor hop råttor fullsatte» 
Berättelsen fortsätter sedan med mer ingående detaljer, och avslutas med hur han på återresan for fram över hustaken i Härnösand. Dange efter Blåkulllafärden hade Eurenius rest till Torsåker, men inte omtalat sina upplevelser under natten för någon. Under hans frånvaro skall en trettonårig flicka ha sagt till hans hustru, att hon natten innan sett Eurenius föras till Blåkulla av en mängd barn, av vilka ett sagt: Det är orätt att vi rida så på mäster Jakob. Natten därpå såg han väggen vid pass två stockar under fönstret öppnas och en åtalad häxa, Lars Svenssons hustru, försökte dra honom med sig ut genom väggen, skall ha hindrats av att han åkallat Guds namn.
Eurenius var gift fyra gånger. Första hustrun, Brita Steuchia, var syster till ärkebiskop Mattias Steuchius. Tredje hustrun hette Elisabeth Jönsdotter Blanck och var ättling till släkten Rålamb. En son i tredje äktenskapet var Johannes Jacobi Eurenius.